# 호프 (2025년 영화)
"호프"(영어: HOPE)는 2026년 개봉 예정인 대한민국의 SF 스릴러, 미스터리 영화이다. 나홍진이 감독과 각본을 맡았다.

## 출연진
- 황정민
- 조인성
- 정호연
- 알리시아 비칸데르
- 마이클 패스벤더
- 테일러 러셀
- 캐머런 브리턴